# Rhode Island (eiland)

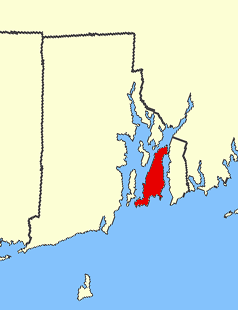
Aquidneck Island

Rhode Island of Aquidneck Island is het grootste eiland in de Narragansett Bay. Het eiland moet niet verward worden met de staat Rhode Island waarin het ligt. Het landoppervlak is 97,9 km² en het eiland telt 60.870 inwoners (2000).

## Naam
Er zijn meerdere theorieën over de origine van de naam Rhode Island, maar de consensus lijkt te zijn dat de Nederlandse ontdekkingsreiziger Adriaen Block het grootste eiland "Roodt Eilandt" noemde vanwege de roodkleurige klei. Een andere theorie is dat Rhode Island genoemd zou zijn naar het Griekse eiland Rhodos. De Italiaanse ontdekkingsreiziger Giovanni da Verrazzano zou rond 1524 van het nu Block Island geheten eiland gezegd hebben dat het ongeveer even groot was als Rhodos. Later zou er verwarring zijn geweest over welk eiland hij bedoelde, en zo kreeg het grootste eiland in de baai de naam "Rhode Island".

## Geografie
- In 1639 werd op dit eiland de eerste baptistenkerk gesticht;
- Op het eiland liggen de steden Newport, Middletown en Portsmouth. Newport is de vijfde stad van de staat Rhode Island;
- Via de Newport Bridge is het verbonden met Jamestown op Conanicut Island, wat met de Jamestown Bridge verbonden is met het vasteland. Aan de andere zijde van het eiland verbindt de Mount Hope Bridge het eiland met Bristol.